# Influence de l'acide désoxyribonucléique dans la culture
L'acide désoxyribonucléique  a inspiré un certain nombre d'artistes. Le plus célèbre reste le peintre surréaliste Salvador Dalí qui s'en inspire dans neuf tableaux entre 1956 et 1976 dont Le Grand masturbateur dans un paysage surréaliste avec ADN et Galacidalacidesoxyribonucleicacid (1963).
Le film américain Bienvenue à GATTACA réalisé par Andrew Niccol en 1997 fait directement référence aux quatre nucléotides de l'ADN : A,T, G et C. En effet, ce film parle de la modification génétique et est donc nommé : GATTACA.
Septic Flesh, un groupe de metal grec, a produit un album intitulé Revolution DNA.
Le groupe de Dub lyonnais High Tone est par ailleurs à l'origine d'un album intitulé Acid Dub Nucleik (ADN) sorti en 2002.